# Льйокноу-д'ен-Фенольєт
Льйокноу-д'ен-Фенольєт, Лугар-Нуево-де-Фенольєт (валенс. Llocnou d'en Fenollet (офіційна назва), ісп. Lugar Nuevo de Fenollet) — муніципалітет в Іспанії, у складі автономної спільноти Валенсія, у провінції Валенсія. Населення — 877 осіб (2010).

## Географія
Муніципалітет розташований на відстані близько 320 км на південний схід від Мадрида, 50 км на південь від Валенсії.

## Демографія
Динаміка населення (INE ):

## Галерея зображень

Розташування муніципалітету Льйокноу-д'ен-Фенольєт у автономній спільноті Валенсія
Розташування муніципалітету Льйокноу-д'ен-Фенольєт у комарці Ла-Костера